# Kap Colbeck
Kap Colbeck ist ein markantes und vereistes Kap, das den nordwestlichen Ausläufer der Edward-VII-Halbinsel im westantarktischen Marie-Byrd-Land bildet.
Entdeckt wurde es im Januar 1902 von Teilnehmern der Discovery-Expedition (1901–1904) unter der Leitung des britischen Polarforschers Robert Falcon Scott. Benannt ist es nach William Colbeck (1871–1930), Kommandant des Rettungsschiffs Morning bei dieser Forschungsreise.